# Synagoga w Borskim Mikulášu
Synagoga w Borskim Mikulášu – synagoga znajdująca się w Borskim Mikulášu na Słowacji, przy ulicy Ludvíka Svododu 664.
Synagoga została zbudowana w XIX wieku. Obecnie znajduje się w niej piekarnia. Nic się nie zachowało z dawnego wyposażenia. 